# Reith Lectures
Die Reith Lectures der BBC sind seit 1948 bestehende jährliche Radio-Vortragsreihen bedeutender Wissenschaftler, Politiker und anderer Personen des öffentlichen Lebens. Sie werden auf BBC Radio 4 und BBC World Service ausgestrahlt.
Sie sind nach dem ersten Direktor der BBC Sir John Reith benannt, der sie einführte.

## Liste der Vorträge

### 1940er
- 1948 Bertrand Russell, Authority and the Individual[1]
- 1949 Robert Birley, Britain in Europe[2]

### 1950er
- 1950 John Zachary Young, Doubt and Certainty in Science[3]
- 1951 Cyril Radcliffe (Lord Radcliffe), Power and the State[4]
- 1952 Arnold J. Toynbee, The World and the West[5]
- 1953 Robert Oppenheimer, Science and the Common Understanding[6]
- 1954 Oliver Franks, Britain and the Tide of World Affairs[7]
- 1955 Nikolaus Pevsner, The Englishness of English Art[8]
- 1956 Edward Victor Appleton, Science and the Nation[9]
- 1957 George F. Kennan, Russia, the Atom and the West[10]
- 1958 Bernard Lovell, The Individual and the Universe[11]
- 1959 Peter Medawar, The Future of Man[12]

### 1960er
- 1960 Edgar Wind, Art and Anarchy[13]
- 1961 Margery Perham, The Colonial Reckoning[14]
- 1962 George Carstairs, This Island Now[15]
- 1963 Albert Sloman, A University in the Making[16]
- 1964 Leon Bagrit, The Age of Automation[17]
- 1965 Robert Gardiner, World of Peoples[18]
- 1966 John K. Galbraith, The New Industrial State[19]
- 1967 Edmund Leach, A Runaway World[20]
- 1968 Lester Pearson, In the Family of Man[21]
- 1969 Frank Fraser Darling, Wilderness and Plenty[22]

### 1970er
- 1970 Donald Schon, Change and Industrial Society[23]
- 1971 Richard Hoggart, Only Connect[24]
- 1972 Andrew Shonfield, Europe: Journey to an Unknown Destination[25]
- 1973 Alastair Buchan, Change Without War[26]
- 1974 Ralf Dahrendorf, The New Liberty[27]
- 1975 Daniel Boorstin, America and the World Experience[28]
- 1976 Colin Blakemore, Mechanics of the Mind[29]
- 1977 A. H. Halsey, Change in British Society[30]
- 1978 Edward Norman, Christianity and the World[31]
- 1979 Ali Mazrui, The African Condition[32]

### 1980er
- 1980 Sir Ian Kennedy, Unmasking Medicine[33]
- 1981 Laurence Martin, The Two Edged Sword[34]
- 1982 Denis Donoghue, The Arts Without Mystery[35]
- 1983 Douglas Wass, Government and the Governed[36]
- 1984 John Searle, Minds, Brains and Science[37]
- 1985 David Henderson, Innocence and Design[38]
- 1986 John McCluskey, Law, Justice and Democracy[39]
- 1987 Alexander Goehr, The Survival of the Symphony[40]
- 1988 Geoffrey Hosking, The Rediscovery of Politics[41]
- 1989 Jacques Darras, Beyond the Tunnel of History[42]

### 1990er
- 1990 Jonathan Sacks, The Persistence of Faith[43]
- 1991 Steve Jones, The Language of Genes[44]
- 1992 gab es keine Reith Lectures in 1992[45]
- 1993 Edward Said, Representation of the Intellectual[46]
- 1994 Marina Warner, Managing Monsters[47]
- 1995 Richard Rogers, Sustainable City[48]
- 1996 Jean Aitchison, The Language Web[49]
- 1997 Patricia Williams, The Genealogy of Race[50]
- 1998 John Keegan, War in Our World[51]
- 1999 Anthony Giddens, The Runaway World[52]

### 2000er
- 2000 Chris Patten, Sir John Browne, Thomas Lovejoy, Gro Harlem Brundtland, Vandana Shiva, Charles, Prince of Wales, Respect for the Earth[53]
- 2001 Tom Kirkwood, The End of Age[54]
- 2002 Onora O’Neill, A Question of Trust?[55]
- 2003 Vilayanur S. Ramachandran, The Emerging Mind[56]
- 2004 Wole Soyinka, Climate of Fear[57]
- 2005 Alec Broers, The Triumph of Technology[58]
- 2006 Daniel Barenboim, In the Beginning was Sound[59]
- 2007 Jeffrey Sachs, Bursting at the Seams[60]
- 2008 Jonathan Spence, Chinese Vistas[61]
- 2009 Michael Sandel, A New Citizenship[62][63]

### 2010er
- 2010 Martin Rees, Scientific Horizons[64]
- 2011 Aung San Suu Kyi und Baroness Eliza Manningham-Buller, Securing Freedom[65]
- 2012 Niall Ferguson, The Rule of Law and Its Enemies[66]
- 2013 Grayson Perry, Playing to the Gallery[67]
- 2014 Atul Gawande, The Future of Medicine[68][69]
- 2016 (Jan–Feb) Stephen Hawking, Do Black Holes Have No Hair?[70][71]
- 2016 (Okt–Nov) Kwame Anthony Appiah, Mistaken Identities[72]
- 2017 Hilary Mantel, The Day is for the Living[73]
- 2018 Margaret MacMillan, War and Humanity[74]
- 2019 Jonathan Sumption, Law and the Decline of Politics[75]

### 2020er
- 2020 Mark Carney, How We Get What We Value - From Moral to Market Sentiments[76]
- 2021 Stuart J. Russell, Living with Artificial Intelligence[77]
- 2022 The Four Freedoms: Chimamanda Ngozi Adichie, "Freedom of speech"; Rowan Williams, "Freedom of worship"; Darren McGarvey, "Freedom from want"; Fiona Hill, "Freedom from fear"
- 2023 Ben Ansell, Our Democratic Future[78]
- 2024 Gwen Adshead, Four Questions about Violence